# Hans Strahl
Hans August Balthasar Strahl (* 28. März 1857 in Berlin; † 13. März 1920 in Gießen) war ein deutscher Anatom und Hochschullehrer.

## Leben
Nach dem Abitur am Gymnasium Philippinum (Marburg) im Jahre 1875 studierte Hans Strahl vier Semester an der Universität Marburg Medizin. 1876 wurde er Mitglied des Corps Teutonia zu Marburg. Nach dem Physikum wechselte er für 2 Semester an die Eberhard-Karls-Universität, wo er sich 1877 auch dem Corps Franconia Tübingen anschloss. Führungsstark veranlagt, klammerte er bei Teutonia einmal den Fuchsmajor und zweimal den Senior, bei Franconia je einmal den Consenior und den Senior. Er kehrte nach Marburg zurück und legte dort im Wintersemester 1879/80 das Staatsexamen ab. 1880 wurde er zum Dr. med. promoviert. Seine akademischen Lehrer und persönlichen Förderer in Marburg waren die Anatomen Nathanael Lieberkühn und Guido Richard Wagener. Anfang 1882 habilitierte er sich in Marburg für Anatomie. 1887 wurde er zum Prosektor am anatomischen Institut und a.o. Professor ernannt. 1895 wurde er o. Professor für Anatomie und Direktor des anatomischen Instituts der Hessischen Ludwigs-Universität. Vom 1. April 1909 bis zum 1. Oktober 1910 sowie vom 1. Oktober 1918 bis zum 1. Oktober 1919 war er Rektor der Universität Gießen.
In seinen Publikationen befasste er sich mit der Entwicklungsgeschichte der Reptilien sowie der Anlage der Embryonalhüllen und der Plazenta. Viele Plazentaformen wurden von ihm erstmals beschrieben. Den verschiedenen Plazentaformen gab er durch Einführung einer neuen Nomenklatur eine Systematik. Noch heute existiert eine umfangreiche Sammlung histologischer Schnitte menschlicher und tierischer Embryonen als Gasser-Strahl'sche Sammlung im anatomischen Institut der Universität Marburg.

## Ehrungen
- Geheimer Medizinalrat (1909)
- Ehrenmitglied des Corps Teutonia Marburg[5]

## Schriften
- Zur Lehre von der wachsartigen Degeneration der quergestreiften Muskeln, 1880
- Über die Entwicklung des Canalis myeloentericus und der Allantois der Eidechse, 1881
- Beiträge zur Entwicklung von Lacerta agilis, 1882
- Beiträge zur Entwicklung der Reptilien, 1882
- Über Canalis neurentericus und Allantois bei Lacerta viridis, 1883
- Über frühe Entwicklungsstadien von Lacerta agilis, 1883
- Über die Entwicklungsvorgänge am Vorderende des Embryo von Lacerta agilis, 1884
- Über Wachstumsvorgänge an Embryonen von Lacerta agilis, 1884
- Über Entwicklungsvorgänge am Kopf und Schwanz von Reptilien und Säugetierembryonen, 1884
- Zur Bildung der Kloake des Kaninchenembryo, 1886
- Die Dottersackswand und der Parablast der Eidechse, 1887
- Die Entwicklung des Parietalauges bei Anguis fragilis und Lacerta vivipara, 1888
- Beiträge zur Kenntnis des Baues des Ösophagus und der Haut, 1889
- Beiträge zur Entwicklungsgeschichte des Herzens und der Körperhöhlen, 1889
- Untersuchungen über den Bau der Plazenta. I. Die Anlagerung des Eies an die Uteruswand, 1889
- Über die Plazenta von Putorius furo, 1889
- Untersuchungen über den Bau der Plazenta. III. Der Bau der Hundeplazenta, 1890
- Untersuchungen über den Bau der Plazenta. IV. Die histologischen Veränderungen der Uterusepithelien in der Raubtierplazenta, 1890
- Zur vergleichenden Anatomie der Plazenta, 1889
- Über den Bau der Plazenta von Talpa europaea und über Plazentardrüsen, 1890
- Über Umwandlung einer gürtelförmig angelegten in eine doppelt scheibenförmige Plazenta, 1891
- Untersuchungen über den Bau der Plazenta. V. Die Plazenta von Talpa europaea, 1892
- Die Rückbildung reifer Eierstockseier am Ovarium von Lacerta agilis, 1892
- Untersuchungen über die Retina des Kaninchens und des Hasen, 1892
- Die Rückbildungserscheinungen am Dottersack der Eidechse, 1892
- Die erste Entwicklung der Zotten in der Hundeplazenta, 1892
- Über Dottersacksreste bei Reptilien, 1894
- Der puerperale Uterus der Hündin, 1895
- Zur Kenntnis der Frettchenplazenta, 1896
- Zur Entwicklung des menschlichen Auges. 1898
- Die erste Entwicklung der Mammarorgane beim Menschen, 1898
- Die Verarbeitung von Blutextravasaten durch Uterindrüsen, 1899
- Über Rückbildungserscheinungen am graviden Säugetieruterus, 1901 und 1902
- Versuche über das Wachstum der Keimblätter beim Hühnchen, 1902
- Zur Kenntnis des Plazentarsyncytiums, 1902
- Uteri gravidi des Orang-Utan, 1902
- Die Embryonalhüllen der Säuger und die Plazenta. Handbuch der vergleichenden und experimentellen Entwicklung der Wirbeltiere Band 1, 1902
- Die Rückbildung der Uterusschleimhaut nach dem Wurf bei Tarsius spectrum, 1903
- Über Plazenten von Menschenaffen, 1903
- Neue Beiträge zur Kenntnis von Affenplazenten, 1904
- Eine Plazenta mit einem Mesoplazentarium, 1905
- Zur Kenntnis der Plazenta von Tragulus javanikus, 1905
- Doppelt diskoidale Plazenten bei amerikanischen Affen, 1905
- Anatomische Methodik, 1910
- Ein junger menschlicher Embryo, 1910
- Zur Kenntnis der Wiederkäuerplazentome, 1911
- Über den Bau der Plazenta von Dasypus novemcinctus, 1913
- Zur Entwicklung von Mycetes und Cebus, 1913
- Über frühe Stadien der Fruchtblase des Menschen und solche von Mycetes, 1914
- Embryonalhüllen und Plazenta von Putorius furo, 19155
- Über einen jungen menschlichen Embryo nebst Bemerkungen zu C. Rabls Gastrulationstheorie, 1916
- Ein Corpus cavernosum uteri, 1917
- Beiträge zur Entwicklungsgeschichte von Tatusia novemcincta, 1917
- Beiträge zur vergleichenden Anatomie der Plazenta, 1917